# Zlatko Šulentić
Zlatko Šulentić (Glina, 16. ožujka 1893. - Zagreb, 9. srpnja 1971.), hrvatski slikar .
Jedan je od najznačajnih nastavljača Vladimira Becića, Josipa Račića, Miroslava Kraljevića i Oskara Hermana. Učio je na umjetničkoj akademiji u Münchenu, poslije u Parizu, a razvoj počinje za pojave ekspresionizma i kubizma u Hrvatskoj, prevladava početne utjecaje njemačkog ekspresionizma i postupno profinjuje paletu u suptilne kolorističke harmonije.
U kasnijem razdoblju Šulentić slika pejzaže i gradske vedute, a domena mu ostaje portret, tonski modeliran i psihološki produbljen. Radio je kao pedagog u srednjim školama (među kojima i u Klasičnoj gimnaziji u Zagrebu gdje je radio 1932. godine) i na zagrebačkoj Akademiji likovnih umjetnosti. U crkvi Sv. Franje Ksaverskog u Zagrebu naslikao je nekoliko sakralnih kompozicija i križni put. Napisao je knjigu putopisa "Ljudi, krajevi, beskraj". Naslikao je 1956. u tehnici ulja na platnu sliku Uskrsnuće Isusovo za subotičku crkvu Uskrsnuća Isusovog.
O njegovu je radu napisala monografiju hrvatska povjesničarka umjetnosti Ivanka Reberski.

## Vanjske poveznice
- Galerija Zlatko Šulentić u Glini  Arhivirana inačica izvorne stranice od 26. travnja 2013. (Wayback Machine)